# Федов, Давид Григорьевич
Дави́д Григо́рьевич Фе́дов (настоящая фамилия — Фейдман; 24 октября 1915, Кишинёв, Бессарабская губерния — 8 февраля 1984, Кишинёв, Молдавская ССР, СССР) — молдавский советский композитор, пианист и дирижёр. Заслуженный деятель искусств Молдавской ССР (1966).

## Биография
Родился в 1915 году в Кишинёве в многодетной семье трубача-клезмера Гедали Шмуль-Гершевича Фейдмана (играл также на фортепиано и аккордеоне) и Песи Фейдман. Большинство членов семьи были музыкантами. Начальное музыкальное образование получил под руководством отца, к одиннадцати годам (1926) был принят в частную кишинёвскую консерваторию (с 1928 года — «Униря»), затем «Муниципальную» по классу фортепиано Ю. М. Гуза. Уже во время обучения в консерватории (1932—1934) начал играть в оркестре кинотеатра «Орфеум» под управлением Шарля Брейтбурда (впоследствии в этом оркестре играли и будущие коллеги Федова по джазовому оркестру «Букурия» саксофонист Гарри Ширман и трубач Шико Аранов). После окончания учёбы в 1934 году уехал в Бухарест, где был солистом и аккомпаниатором на радио и в эстрадных коллективах. Во время присоединения Бессарабии к СССР в 1940 году вернулся в Кишинёв и устроился на работу в городской радиокомитет и окружной Дом офицеров, затем в только что образованную филармонию. В годы Великой Отечественной войны — в действующей армии, затем выступал на фронтах с сольными концертами и всё более склонялся к сочинительству.
По возвращении в Кишинёв в 1945 году Давид Федов поступает в Кишинёвскую государственную консерваторию в класс композиции Штефана Няги, а после его кончины — в класс Леонида Гурова. Уже в годы учёбы Федовым были написаны фортепианная соната, скерцо для симфонического оркестра (1947), музыка к пьесе Рахмила Портного «Песнь девушки из Лапушны», хоровые и вокальные миниатюры, и, наконец, знаменитая танцевальная сюита «Жок» (1949), вошедшая в репертуар всех ансамблей молдавского танца, а также танцевального ансамбля Игоря Моисеева («Сюита молдавских танцев Д. Федова — Хора, Чокырлия, Жок»). Тогда же он начал работать в джазовом эстрадном оркестре «Букурия» (Молдгосджаз под управлением Шико Аранова) — самом известном коллективе республики, и — как и большинство музыкантов оркестра — взял себе сценический псевдоним (Федов).
После окончания консерватории в 1952 году Федов стал художественным руководителем и главным дирижёром оркестра Молдавского радиокомитета (впоследствии эстрадно-симфонического оркестра молдавского радио и телевидения), возглавлял ансамбль молдавской народной музыки, получивший при нём своё современное название «Флуераш», в котором начинали оперная певица Мария Биешу и скрипач Сергей Лункевич, ставший руководителем коллектива после ухода Федова. В 1958—1971 годах преподавал в Кишинёвской консерватории (впоследствии Кишинёвский институт искусств имени Г. Музическу). С 1971 года выступал как солист Кишинёвской филармонии и концертмейстер.
Среди сочинений Федова — увертюры для симфонического оркестра, два концерта (1952, 1970), композиции для оркестра народных инструментов (концертная пьеса для тарагота, 1956; фантазия «Поёт и танцует Молдова», 1957; концертные пьесы для флуера, 1957, тромбона, 1957, кларнета, 1958, флейты, 1959, пикколо, 1960); композиции для скрипки, тромбона, трубы, флейты, кларнета, валторны, пикколо и фагота в сопровождении фортепиано; «Три виртуозные пьесы для фортепиано» (1965), хоровые сюиты, песни на стихи молдавских поэтов Ливиу Деляну, Емилиана Букова, Петру Заднипру, обработки молдавских народных песен. Среди написанных им эстрадных песен — «Приезжайте к нам в Молдову», «Каса маре» (ансамбль «Контемпоранул»), «Белый аист». «Сюита Молдавия» была выпущена на грампластинке в исполнении симфонического оркестра п/у Richard Müller-Lampertz (Electrola, Германия). Нотным приложением к сборнику «Народные танцы Молдавии» (1957) были изданы более 20 написанных Федовым молдавских, гагаузских и болгарских танцев.
Особенной известностью пользовался «Фортепианный концерт» Федова, исполненный Гитой Страхилевич, Людмилой Ваверко и Марком Зельцером, а также песня «Ляна» в исполнении Тамары Чебан и концертная пьеса для скрипки и фортепиано «Моришка» (1958).
Давид Федов создал музыку к кинофильмам «Атаман Кодр» («Гайдуцкая баллада», в том числе ставшую популярной песню «Хора фетелор», Молдова-филм, 1959) и «Колыбельная» (киноповесть, 1960) режиссёра Михаила Калика, «За городской чертой» (Молдова-филм, 1961) и «Когда улетают аисты» (Молдова-филм, 1965) режиссёра Вадима Лысенко, к мультипликационным фильмам «Аистёнок Кич» (1963) и «Марица» (1964). Лауреат премии Всесоюзного кинофестиваля за музыку к фильму «Атаман Кодр» (1959).

## Семья
- Брат — Лейви Гедальевич Фейдман (1903—1980), выпускник Бухарестской королевской академии музыки. Племянник — кларнетист Гиора Фейдман.
- Жена — Фаня Семёновна Фейдман (1920—1986).
  - Сын — Леонид Фейдман-Федов.

## Нотные издания
- Моришка. Госиздат Молдавии: Кишинёв, 1956.